# Let Poland Be Poland (programa de TV)
Let Poland be Poland (Oxalá a Polónia seja a Polónia) é um programa de televisão dirigido pelo Marty Passety e realizado pela United States International Communications Agency em cooperação com o Departamento de Defesa dos Estados Unidos. Foi emitido em 31 de Janeiro de 1982.

## História
O programa foi assistido por 185 milhões de espectadores em 50 países ao redor do mundo. A voz da América preparou a versão áudio em 39 idiomas. O programa foi transmitido também pela Rádio Europa Livre, Radio Liberty e Rádio França Internacional.
Oxalá a Polónia seja a Polónia é um relato dos acontecimentos de 30 de janeiro de 1982. Este dia foi declarado o Dia Internacional da Solidariedade com a Polónia.
O programa foi apresentado por Charlton Heston. O programa contou com a presença de, entre outros: Romuald Spasowski, Zdzisław Rurarz, Adam Makowicz, Czesław Miłosz, Mstisław Rostropowicz, Kirk Douglas, Max von Sydow, James A. Michener, Henry Fonda, Glenda Jackson, Benny Andersson, Agnetha Fältskog, Anni-Frid Lyngstad, Paul McCartney, Björn Ulvaeus, Orson Welles e Madeleine Albright. A canção “Ever Homeward” (em português. “Corações livres”) foi cantado por Frank Sinatra (uma passagem foi cantada em polaco).
Durante todo o programa, eles foram acompanhados por líderes de estados e políticos que fizeram declarações. Foram, entre outros: o Presidente dos Estados Unidos Ronald Reagan, a Primeira-Ministra do Reino Unido Margaret Thatcher, o Primeiro-Ministro de Portugal Francisco Pinto Balsemão, o Chanceler da República Federal da Alemanha Helmut Schmidt, o Primeiro-ministro da Islândia Gunnar Thoroddsen, o Primeiro-Ministro da Bélgica Wilfried Martens, o Primeiro-Ministro do Japão Zenkō Suzuki, o Primeiro-Ministro da Itália Arnaldo Forlani, o Primeiro-ministro da Noruega Kåre Willoch, o Primeiro-ministro do Canadá Pierre Trudeau, o Primeiro-Ministro da Turquia Saim Bülend Ulusu, o Primeiro-Ministro do Luxemburgo Pierre Werner, o Primeiro-Ministro da Espanha Adolfo Suárez González, o Presidente da França François Mitterrand, o Presidente da Câmara dos Representantes dos Estados Unidos Tip O’Neill, o líder maioritário do Senado Howard Baker, o Senador, o membro da Comissão dos Assuntos Externos do Senado Clement Zablocki.
Os políticos concentraram-se em críticas às autoridades autoritárias polacas e às autoridades da União Soviética, expressões de apoio à nação polaca, solidariedade com os reprimidos e garantias de assistência, incluindo assistência material.
Manifestações de apoio aos polacos de várias cidades do mundo também foram retransmitidas: Nova Iorque, Londres, Bruxelas, Tóquio, Lisboa, Sydney, Washington, Toronto e Chicago.
O nome do programa refere-se à canção de Jan Pietrzak “Oxalá a Polónia seja a Polónia”.
Na Polónia, este programa foi transmitido pela primeira vez pela TVP Historia em 13 de dezembro de 2011.